# هيديوكي هوري
هيدِيوكي هوري (堀秀行 هوري هيدِيوكي) هو مؤدي أصوات ياباني ولد في 23 مارس 1954 في سيتاغايا، طوكيو.

## أدواره في الأنمي

### مسلسلات أنمي تلفزيونية
- النمر المقنع - تامر/النمر المقنع
- المقاتل المتنقل جي جاندام - كيوجي كاشّو، شفارز برودر
- البدلة المتنقلة جاندام سيد ديستني - لورد زيفرير
- إينوياشا - توكاجين
- هاكابا كيتارو - ياشا
- ون بيس - بارثولوميو كوما, فينسموك جادج
- قبضة نجم الشمال - ريوغا
- بلاك كات - بيلزي روشفورت
- جينيريتر غاول - كاناي
- داي الشجاع - هيونيكل
- دراغون بول Z - غينيو
- الآلي السليم دايميدالر - إمبراطور البطاريق
- فجر يونا - التنانين الأربعة
- سينت سيا - فينيكس إيكي
- ساكيغاكي!! أوتوكوجوكو - موموتارو تسوروغي
- تيلز أوف زيستيريا ذا كروس - سيرغي ستريلكا
- إندماج الديجيمون - دوربيكمون
- المتحولون: ذا هيدماسترز - كرومدوم

### أوفا أنمي
- باو الزائر - إيكورو هاشيزاوا
- سينت سيا: هادس: المعابد الإثنا عشر - فينيكس إيكي

### أفلام أنمي
- سلسلة أفلام بيرسونا 3
  - بيرسونا 3 ذا موفي: 1 سبرنغ أوف بيرث - شوجي إيكوتسوكي
  - بيرسونا 3 ذا موفي: 2 حلم فارس منتصف الصيف - شوجي إيكوتسوكي
- سينت سيا (فيلم 1987) - فينيكس إيكي
- سينت سيا: المعركة الحامية - فينيكس إيكي
- سينت سيا: أسطورة الشباب القرمزي - فينيكس إيكي
- سينت سيا: الحرب الأخيرة - فينيكس إيكي
- سينت سيا: الجنة: الإفتتاحية - فينيكس إيكي
- بيرفكت بلو - ساكوراغي

## أدواره في ألعاب الفيديو
- بيرسونا 3 - شوجي إيكوتسوكي
- بيرسونا 3 فيس - شوجي إيكوتسوكي
- بيرسونا 3 بورتبل - شوجي إيكوتسوكي
- سينت سيا: ذا سانكتشواري - فينيكس إيكي
- جاي-ستارز فيكتوري فيرسيس - موموتارو تسوروغي
- ون بيس: بيرنينغ بلاد - بارثولوميو كوما
- تيلز أوف زيستيريا - سيرغي ستريلكا
- سلسلة ديد أور ألايف - ريو هايابوسا

## وصلات خارجية
- هيديوكي هوري على موقع IMDb (الإنجليزية)
- هيديوكي هوري على موقع قاعدة بيانات الفيلم (الإنجليزية)
- هيديوكي هوري على موقع ANN person (الإنجليزية)